# Eglė Šikšniūtė
Eglė Šikšniūtė, coniugata Šventoraitė (Klaipėda, 16 maggio 1991), è una cestista lituana.

## Carriera
Con la Lituania ha disputato due edizioni dei Campionati europei (2013, 2015).

## Palmarès
- Campionato belga: 1
Castors Braine: 2019-20